# Idaea aequisinuata
Idaea aequisinuata là một loài bướm đêm trong họ Geometridae.